# Arros-de-Nay
Arros-de-Nay település Franciaországban, Pyrénées-Atlantiques megyében. Lakosainak száma 816 fő (2022. január 1.). Arros-de-Nay Haut-de-Bosdarros, Asson, Baudreix, Boeil-Bezing, Bosdarros, Bourdettes, Bruges-Capbis-Mifaget, Nay és Saint-Abit községekkel határos.

## Népesség
A település népességének változása:
| Lakosok száma | 833  | 808  | 819  | 783  | 772  | 767  | 783  | 800  | 816  |
|               | 2013 | 2015 | 2016 | 2017 | 2018 | 2019 | 2020 | 2021 | 2022 |